# Die Stunde der Erkenntnis
Die Stunde der Erkenntnis (Originaltitel: The Apple) ist die nach Ausstrahlungsreihenfolge 5. und nach Produktionsreihenfolge 9. Episode der zweiten Staffel der Science-Fiction-Fernsehserie Raumschiff Enterprise. Sie wurde in englischer Sprache erstmals am 13. Oktober 1967 bei NBC ausgestrahlt. In Deutschland war sie zum ersten Mal am 15. Februar 1988 in einer synchronisierten Fassung bei Sat.1 zu sehen, nachdem das ZDF sie bei der deutschen Erstausstrahlung der Serie in den Jahren 1972 bis 1974 übergangen hatte.

## Handlung
Im Jahr 2267 bei Sternzeit 3715.3 untersucht die Enterprise den Planeten Gamma Trianguli VI. Ein Außenteam bestehend aus Captain Kirk, dem ersten Offizier Spock, Schiffsarzt McCoy, Navigator Chekov, Yeoman Martha Landon und den vier Sicherheitsoffizieren Kaplan, Marple, Hendorff und Mallory beamt auf die Oberfläche und die Umgebung lässt Assoziationen zum Garten Eden aufkommen. Die positive Stimmung wird rasch getrübt, als eine Pflanze giftige Samenkapseln auf Hendorff abschießt und ihn damit tötet.
An Bord der Enterprise stellt Chefingenieur Scott ein kleineres Problem mit den Antimateriekammern sowie seltsame Messwerte vom Magnetfeld des Planeten fest. Auf der Oberfläche registriert Spock unterirdische Schwingungen, die offenbar künstlich erzeugt werden. Weiterhin bemerkt er einen Humanoiden, der das Außenteam heimlich beobachtet. Kirk befiehlt Marple und Mallory, die Gegend zu erkunden, während der Rest des Teams sich auf den Weg zu einem Dorf der einheimischen Bevölkerung macht. Auf ihrer Wanderung entdeckt Spock bröselige Steine, die beim Wegwerfen explodieren. McCoy untersucht währenddessen die Samenkapseln, die Hendorff getötet haben. Als er Kirk seine Ergebnisse mitteilt, richtet eine Pflanze ihre Blüte auf den Captain aus und beschießt ihn ebenfalls mit Samenkapseln. Spock, der das bemerkt hat, wirft sich schützend vor Kirk und fängt die Geschosse ab. Als Halb-Vulkanier verträgt er das Gift besser und ist nicht sofort tot. Ein sofortiges Eingreifen von McCoy rettet ihm das Leben. Kirk befiehlt nun angesichts der Gefahren auf dem Planeten die Rückkehr aufs Schiff, doch die Probleme auf der Enterprise sind schlimmer geworden. Irgendetwas entzieht dem Schiff Energie, wodurch ein Rücktransport des Außenteams nicht möglich ist.
Als das Team seinen Weg zum Dorf fortsetzt, setzt plötzlich ein starkes Gewitter ein und Kaplan wird tödlich von einem Blitz getroffen. Mallory meldet über Funk, dass er das Dorf gefunden hat, und wird ebenfalls getötet, als er auf einen der explodierenden Steine tritt. Spock stellt fest, dass der Humanoide ihnen wieder folgt. Kirk nähert sich ihm und überrumpelt ihn, während seine Leute für eine Ablenkung sorgen. Der Fremde stellt sich als Akuta vor und erklärt, er beobachte sie im Namen von Vaal, dem Herrn dieser Welt. Scott meldet über Funk, dass die Enterprise von einer unbekannten Kraft festgehalten wird. Kirk verlangt nun von Akuta, zu Vaal gebracht zu werden. Dieser führt das Team zu einer Höhle, deren Eingang wie ein Schlangenkopf gestaltet ist, und erklärt, das sei Vaal. Der Eingang zur Höhle wird durch ein Kraftfeld versperrt. Akuta meint, Vaal werde bald hungrig; dann wäre es möglich, mit ihm zu sprechen.
In der Zwischenzeit besucht das Team Akutas Dorf. Die Bewohner sind freundlich und heißen die Fremden willkommen. Es fällt jedoch auf, dass im Dorf ausschließlich junge und mittelalte Erwachsene, aber keine Kinder leben. Durch Nachfragen stellt sich heraus, dass den Bewohnern die Konzepte Liebe und Fortpflanzung völlig fremd sind. McCoys Untersuchungen ergeben, dass die Dorfbewohner völlig gesund sind und offenbar nicht altern. Nach einer Weile begeben sich die Bewohner zu Vaal und bringen ihm Speiseopfer dar. Kirk wagt einen Versuch, in die Höhle vorzudringen, lässt aber nach einem Aufglühen von Vaals Augen schnell davon ab. Scott stellt während der Opferzeremonie allerdings eine Abschwächung der Kraft fest, die auf die Enterprise wirkt, und glaubt, mit einigen Modifikationen am Antrieb könne das Schiff ihr entkommen.
Chekov und Landon unternehmen einen Spaziergang durch den Wald. Sie flirten miteinander und küssen sich. Dabei werden sie heimlich von den Einheimischen Sayana und Makora beobachtet, die von diesem fremdartigen Verhalten fasziniert sind und es nun selbst ausprobieren wollen. Daraufhin lässt Vaal jedoch die Erde beben und die beiden werden von Akuta erwischt. Der beruft daraufhin eine Versammlung der Dorfbewohner ein und verkündet, dass Vaal die Fremden für eine Bedrohung hält und sie deshalb getötet werden müssten. Da den Bewohnern auch das Konzept des Tötens fremd ist, demonstriert Akuta es ihnen, indem er mit einem Stock auf eine Frucht einschlägt.
Kirk und Spock versuchen noch einmal, mit Vaal zu kommunizieren, werden aber durch ein erneutes Gewitter vertrieben. Dann stürmen die Dorfbewohner auf das Außenteam los und töten Marple. Die Anderen können sich aber erfolgreich wehren und es gelingt ihnen, die Dorfbewohner in eine Hütte zu sperren. Die Enterprise ist unterdessen bereit für einen Ausbruchsversuch aus Vaals Kraftfeld, doch der gelingt nicht vollständig und der Absturz in die Atmosphäre des Planeten wird lediglich verzögert. Kirk befiehlt deshalb, die Phaser des Schiffs mit voller Kraft auf Vaal zu richten. Durch die Abwehr der Phaser verbraucht er all seine Energie, bis er schließlich tot ist. Daraufhin arbeiten die Schiffssysteme der Enterprise wieder normal. Kirk erklärt den Einheimischen, dass sie nun frei sind, ihr Leben nach ihren eigenen Vorstellungen zu gestalten.

## Verbindungen zu anderen Star-Trek-Produktionen
Einige Elemente aus Die Stunde der Erkenntnis wurden in ähnlicher Weise bereits in früheren Folgen verwendet. So erinnern die Pflanzen mit ihren Samenkapseln an die Pflanzen aus Falsche Paradiese. Eine Gesellschaft in Stagnation, die von einem Computer kontrolliert wird, war bereits in Landru und die Ewigkeit zu sehen.
Der ursprüngliche Drehbuchentwurf dieser Folge sah eine Abtrennung der Untertassensektion der Enterprise vor. Aus Kostengründen wurde dies in der finalen Drehbuchfassung nur als Maßnahme im äußersten Notfall erwähnt, aber nicht durchgeführt. Die Möglichkeit einer Abtrennung der Untertassensektion wurde danach erst wieder in der Serie Raumschiff Enterprise – Das nächste Jahrhundert für das neue Raumschiff Enterprise D aufgegriffen und hier in einigen Folgen sowie im Spielfilm Star Trek: Treffen der Generationen gezeigt.
Die Figur des Sicherheitsoffiziers Hendorff wurde in den Filmen Star Trek (2009), Star Trek Into Darkness (2013) und Star Trek Beyond (2016) wieder aufgegriffen und hier von Jason Matthew Smith gespielt.

## Produktion

### Darsteller
Jay Jones, der hier Ensign Mallory spielt, hat in dieser Folge eine seiner zwei Sprechrollen in Raumschiff Enterprise. Er wirkte auch als Statist und Stuntdouble in zahlreichen weiteren Folgen mit.

### Maske und Kostüme
Chekov (Walter Koenig) tritt in dieser Folge zum ersten Mal ohne Perücke auf, die er in den ersten Folgen der zweiten Staffel noch trug, da seine Haare zu kurz waren.
Yeoman Martha Landon (Celeste Yarnall) trägt hier die Uniform von Yeoman Janice Rand (Grace Lee Whitney) aus Staffel 1.
In Ausstrahlungsreihenfolge ist dies die erste Folge, in der Kirk die neue Variante seiner alternativen grünen Uniform trägt.

## Adaptionen
James Blish schrieb eine Textfassung von Die Stunde der Erkenntnis, die auf Englisch erstmals 1972 in der Geschichtensammlung Star Trek 6 erschien. Die deutsche Übersetzung erschien 1972.

## Rezeption
Don Kaye erstellte 2017 für die Website Den of Geek eine Liste von 15 Raumschiff-Enterprise-Folgen, die zwar allgemein als schlecht gelten, aber dennoch einen gewissen Charme besitzen. Die Stunde der Erkenntnis führte er hierbei auf Platz 9.
Christian Blauvelt listete Die Stunde der Erkenntnis 2022 auf hollywood.com in einem Ranking aller 79 Raumschiff-Enterprise-Folgen auf Platz 20.

## Parodien und Anspielungen
In Folge 2.16 (Rachsüchtig) der Polizei-Serie T. J. Hooker von 1983 rettet Protagonist T. J. Hooker (William Shatner) seinen Kollegen Paul McGuire (gespielt von Gastdarsteller Leonard Nimoy) vor den Kugeln eines Verbrechers. Hooker meint, er würde sich damit für die Rettung seines Lebens durch McGuire vor 17 Jahren revanchieren. Diese Szene ist eine Meta-Anspielung auf die Rettung von Kirk (Shatner) durch Spock (Nimoy) vor den tödlichen Samenkapseln in Die Stunde der Erkenntnis.
In Folge 8.06 (Laserblast) von Mystery Science Theater 3000 aus dem Jahr 1996 wird Vaal aus Die Stunde der Erkenntnis erwähnt.
In der Folge To Serve All My Days der Fanserie Star Trek: New Voyages von 2006 unterhalten sich ein älterer Chekov (hier ebenfalls von Walter Koenig gespielt) und sein jüngeres Ich über die Ereignisse aus Die Stunde der Erkenntnis.